# Serra di Fiumorbo
Serra di Fiumorbo (in corso Urnasu, pronuncia [urˈnaːzu]) è un comune francese di 318 abitanti situato nel dipartimento dell'Alta Corsica nella regione della Corsica.

## Società

### Evoluzione demografica
Abitanti censiti